# Sprött pulverskinn
Sprött pulverskinn (Coniophora fusispora) är en svampart som först beskrevs av Cooke & Ellis, och fick sitt nu gällande namn av Mordecai Cubitt Cooke 1889. Sprött pulverskinn ingår i släktet Coniophora och familjen Coniophoraceae.  Arten är reproducerande i Sverige. Inga underarter finns listade i Catalogue of Life.